# Thunder in the Sky
Thunder in the Sky è il preludio del lavoro dei Manowar che sarebbe dovuto uscire nel 2010 con il titolo Hammer of the Gods.

## Il disco
All'interno dell'EP i Manowar hanno spaziato in tre stili diversi, il power metal che li caratterizza dai tempi di Kings of Metal e The Triumph of Steel, con le tracce Thunder in the Sky, Let the Gods Decide e God or Man; passando poi alle armonie romantiche di Father che ricorda molto le classiche dei Manowar come Heart of Steel e Master of the Wind; per arrivare infine all'epicità di Die with Honour e alla versione più potente di The Crown and the Ring, la cui versione originale è dell'album Kings of Metal.
Nel CD la traccia Father è stata registrata in ben 16 lingue differenti (tedesco, italiano, rumeno, ungherese, bulgaro, norvegese, spagnolo, francese, greco, turco, polacco, giapponese, croato, portoghese e finlandese).

## Tracce

### Primo disco
1. Thunder In The Sky - 4:24
2. Let The Gods Decide - 3:37
3. Father - 3:52
4. Die With Honor - 4:19
5. The Crown And The Ring (versione Metal) - 4:57
6. God Or Man - 4:52

### Secondo disco
1. "Татко" (Father - versione bulgara) - 4:13
2. "Otac" (Father - versione croata) - 4:13
3. "Isä" (Father - versione finlandese) - 4:13
4. 4."Mon Père" (Father - versione francese) - 4:13
5. ."Vater" (Father - versione tedesca) - 4:13
6. "Πατέρα" (Father - versione greca) - 4:13
7. "Apa" (Father - versione ungherese) - 4:13
8. "Padre" (Father - versione italiana) - 4:13
9. "父" (Father - versione giapponese) - 4:13
10. "Far" (Father - versione norvegese) - 4:13
11. "Ojciec" (Father - versione polacca) - 4:13
12. "Pai" (Father - versione portoghese) - 4:13
13. "Tată" (Father - versione rumena) - 4:13
14. "Padre" (Father - versione spagnola) - 4:13
15. "Baba" (Father - versione turca) - 4:13